# Shark Bay Airport
Shark Bay Airport är en flygplats i Australien. Den ligger i kommunen Shark Bay och delstaten Western Australia, omkring 710 kilometer norr om delstatshuvudstaden Perth.
Trakten runt Shark Bay Airport är nära nog obefolkad, med mindre än två invånare per kvadratkilometer.. Närmaste större samhälle är Denham, nära Shark Bay Airport.
Omgivningarna runt Shark Bay Airport är i huvudsak ett öppet busklandskap. Stäppklimat råder i trakten. Genomsnittlig årsnederbörd är 300 millimeter. Den regnigaste månaden är juni, med i genomsnitt 56 mm nederbörd, och den torraste är oktober, med 2 mm nederbörd.